# Teatr muzyczny

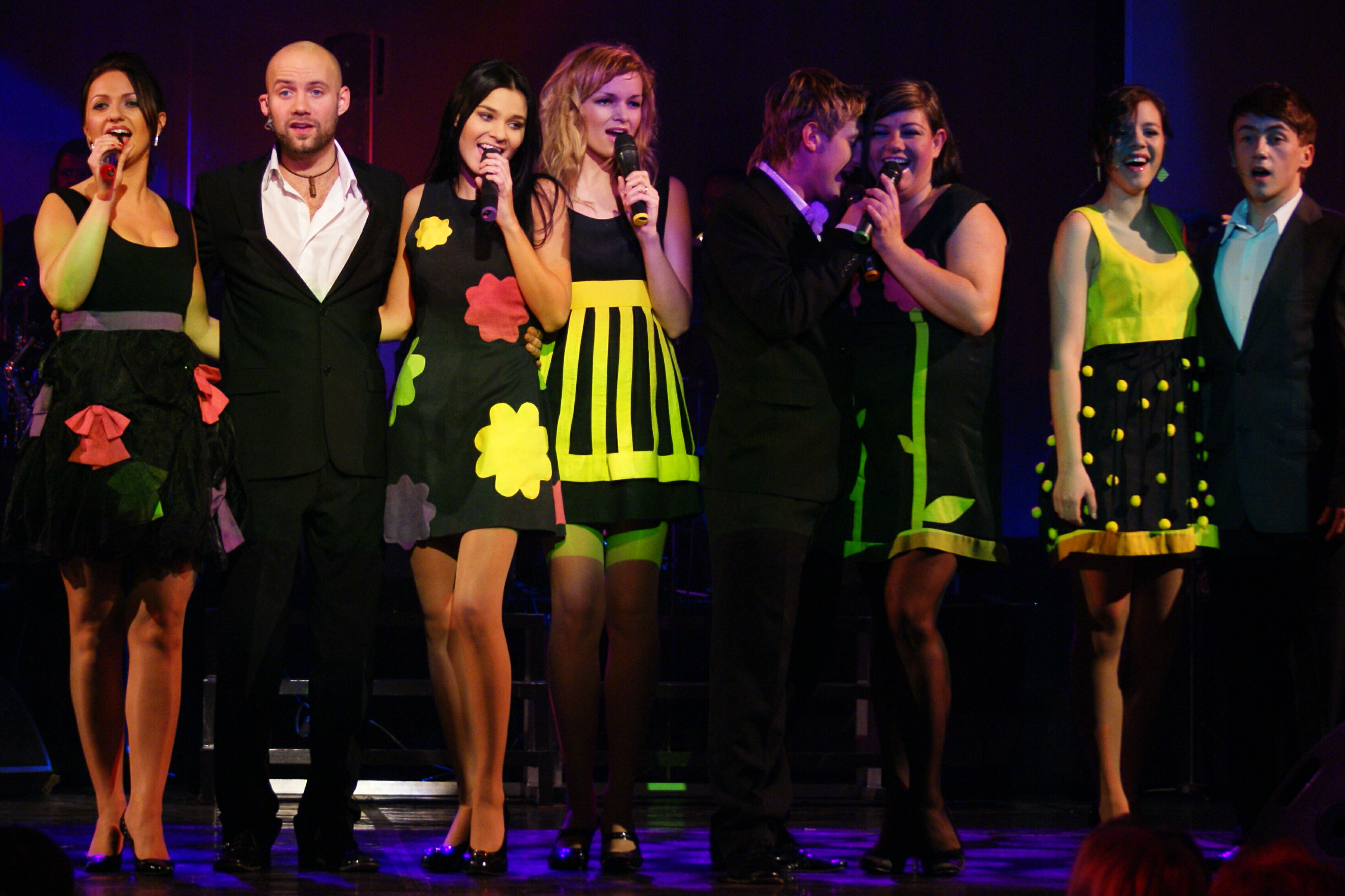
Spektakl w teatrze muzycznym

Teatr muzyczny – teatr, w repertuarze którego znajdują się spektakle musicalowe, operetkowe, rewiowe itp. 
W Polsce działa kilka teatrów muzycznych, m.in. Teatr Muzyczny im. Danuty Baduszkowej w Gdyni, Teatr Muzyczny w Łodzi, Teatr Muzyczny w Toruniu, Mazowiecki Teatr Muzyczny im. Jana Kiepury w Warszawie, Teatr Muzyczny „Capitol” we Wrocławiu, Teatr Muzyczny „Roma” w Warszawie.

## Teatr muzyczny jako gatunek twórczości
Teatr muzyczny to także ogólne określenie wyżej wspomnianych gatunków teatralnych. Jest to określenie nieprecyzyjne i niejasne, jako że odmianą teatru muzycznego (tzn. wykorzystującym muzykę jako jedno ze swych głównych tworzyw) można by nazwać zarówno śpiewogrę, operę, jak i balet czy kantatę sceniczną, gdy tymczasem termin „teatr muzyczny” kojarzy się dziś głównie z musicalem (teatrem musicalowym) i operetką.